# Trofeo Luigi Pezzoli 2006
Il Trofeo Luigi Pezzoli 2006 è stato un torneo di tennis facente parte della categoria ATP Challenger Series nell'ambito dell'ATP Challenger Series 2006. Il torneo si è giocato a Bergamo in Italia dal 24 al 30 aprile 2006 su campi in cemento Indoor.

## Vincitori

### Singolare
Nicolas Devilder ha battuto in finale  Werner Eschauer con il punteggio di 1–6, 7–5, 6–4

### Doppio
Jan Hájek /  Jaroslav Pospíšil hanno battuto in finale  Marcelo Charpentier /  Tomas Tenconi con il punteggio di 6–2, 6–2